# Kanonisches Ensemble
Das kanonische Ensemble (auch kanonische Gesamtheit oder NVT-Ensemble) ist in der statistischen Physik definiert als die Menge aller gleichartigen Systeme mit gleicher Teilchenzahl {\displaystyle N} in einem gleich großen Volumen {\displaystyle V}, die mit einem Reservoir Energie austauschen können und mit diesem zusammen ein Gesamtsystem im Zustand des thermischen Gleichgewichts mit einer Temperatur {\displaystyle T} bilden. Das betrachtete System kann aus einem oder mehreren Teilchen bestehen oder auch ein thermodynamisches Vielteilchensystem sein. Durch Wechselwirkungen mit dem Wärmebad kann sich die Energie des Systems im Rahmen von statistischen Fluktuationen verändern. Das Reservoir ist ein Wärmebad, d. h. es hat eine vorgegebene Temperatur {\displaystyle T} und ist so viel größer als das betrachtete System, dass es durch die Wechselwirkungen mit diesem nicht nennenswert beeinflusst wird.
Jedes der im Ensemble zusammengefassten gleichartigen Systeme besetzt je einen der vielen Mikrozustände, in denen die {\displaystyle N} Teilchen im Volumen {\displaystyle V} mit dem Wärmebad zusammen ein Gesamtsystem im Gleichgewichtszustand bei der gegebenen Temperatur realisieren. Zusammen genommen bilden diese Mikrozustände den kanonischen Zustand, zu dem sie je nach der Häufigkeit beitragen, mit der sie im thermischen Gleichgewicht auftreten. Diese Häufigkeit ist durch den Boltzmann-Faktor gegeben. Klassisch wird der kanonische Zustand durch die Verteilung der Mikrozustände im Phasenraum des Systems beschrieben, also durch eine Dichtefunktion, die von allen unabhängigen Variablen aller Teile oder Teilchen des betrachteten Systems abhängt. Die quantenmechanische Beschreibung erfolgt mit dem Dichteoperator {\displaystyle \mathbf {\rho } }.
Besteht das System aus vielen Teilchen, dann ist es wegen des thermischen Kontakts zum Wärmebad ein thermodynamisches System im thermischen Gleichgewicht bei der Temperatur des Wärmebads. Unter den im kanonischen Ensemble versammelten Kopien des Systems sind dann alle Mikrozustände vertreten, in denen die {\displaystyle N} Teilchen denselben durch {\displaystyle N,\;V,\;T} festgelegten Makrozustand realisieren. Seine innere Energie {\displaystyle U} ist dabei keine feststehende Größe, sondern durch den Erwartungswert der Energie {\displaystyle E} des Systems gegeben: {\displaystyle U=\langle E\rangle }. Ebenso lassen sich alle makroskopischen thermodynamischen Größen als Erwartungswerte über das Ensemble berechnen, zusätzlich aber auch die Größe ihrer statistischen Schwankungen. Als Gleichgewichtszustand hat der kanonische Zustand die höchste Entropie {\displaystyle S(\rho )}, die mit den vorgegebenen Parametern {\displaystyle N,\,V,\,\langle E\rangle }  verträglich ist.

## Kanonischer Zustand

### Quantenmechanisch
Die Dichtematrix des kanonischen Zustands eines gegebenen Systems ist
{\displaystyle {\boldsymbol {\rho }}={\frac {1}{Z(\beta )}}\mathrm {e} ^{-\beta {\boldsymbol {H}}}={\frac {1}{Z(\beta )}}\sum _{n}|\Psi _{n}\rangle \mathrm {e} ^{-\beta E_{n}}\langle \Psi _{n}|}.
Dabei ist {\displaystyle {\boldsymbol {H}}} der Hamilton-Operator des (ganzen) Systems, {\displaystyle |\Psi _{n}\rangle } ein Energieeigenzustand mit der Energie {\displaystyle E_{n}}, während der Index {\displaystyle n} eine vollständige Basis dieser Eigenzustände durchläuft. Der Normierungsfaktor ist die kanonische Zustandssumme
{\displaystyle Z(\beta )=\operatorname {Tr} \left(\mathrm {e} ^{-\beta {\boldsymbol {H}}}\right)=\sum _{n}e^{-\beta E_{n}}}
Der Parameter {\displaystyle \beta } erweist sich durch Vergleich mit der klassischen Thermodynamik als die inverse Temperatur:
{\displaystyle \beta ={\frac {1}{k_{\mathrm {B} }T}}}
Der Faktor {\displaystyle \mathrm {e} ^{-\beta {\boldsymbol {H}}}} repräsentiert den Boltzmann-Faktor.
Die Spur eines Operators ist folgendermaßen definiert: {\displaystyle \operatorname {Tr} (A)=\sum \nolimits _{m}\langle m|A|m\rangle }, wobei die Zustandsvektoren {\displaystyle \left\{|m\rangle \right\}} ein beliebiges vollständiges Orthonormalsystem der Zustände des Systems bilden. Die Spur ist unabhängig von der Wahl dieses Basissystems. Die Spur des kanonischen Zustands ist 1, denn in der Energieeigenbasis ist die zugehörige Dichtematrix diagonal mit den Eigenwerten
{\displaystyle \rho _{nn}=\langle \Psi _{n}|{\boldsymbol {\rho }}|\Psi _{n}\rangle ={\frac {\mathrm {e} ^{-\beta E_{n}}}{\sum _{n}e^{-\beta E_{n}}}}}.
Im Fall von entarteten Energieeigenwerten (Entartungsgrade {\displaystyle g_{l}}) lassen sich Summanden der kanonischen Zustandssumme {\displaystyle Z} so zusammenfassen, dass nur über alle verschiedenen Energien {\displaystyle E_{l}} summiert wird:
{\displaystyle Z(\beta )=\sum _{n}\mathrm {e} ^{-\beta E_{n}}=\sum _{l}g_{l}\,\mathrm {e} ^{-\beta E_{l}}}
Während die Summe über den Index {\displaystyle n} alle Zustände abzählt, läuft die Summe mit dem Index {\displaystyle l} nur über die Energielevel.

### Klassisch
Analog zur quantenmechanischen Beschreibung ergibt sich der klassische kanonische Zustand (Phasenraumdichte)
{\displaystyle \rho ={\frac {1}{Z(\beta )}}\mathrm {e} ^{-\beta H({\vec {x}}_{1},{\vec {p}}_{1},\,...\,,{\vec {x}}_{N},{\vec {p}}_{N})}}
mit der klassischen Hamilton-Funktion
{\displaystyle H({\vec {x}}_{1},{\vec {p}}_{1},\,...\,,{\vec {x}}_{N},{\vec {p}}_{N})}
und der kanonischen Zustandssumme
{\displaystyle Z(\beta )=\int \mathrm {d} \tau \;\mathrm {e} ^{-\beta H({\vec {x}}_{1},{\vec {p}}_{1},\,...\,,{\vec {x}}_{N},{\vec {p}}_{N})}}
mit
{\displaystyle \mathrm {d} \tau ={\frac {1}{\xi }}{\frac {1}{h^{3N}}}\;d^{3}x_{1}d^{3}p_{1}\,...\,d^{3}x_{N}d^{3}p_{N}}
für das Volumenelement des Phasenraums.
Für {\displaystyle N} identische Teilchen verhindert der Faktor {\displaystyle \xi =N!} die Mehrfachzählung ununterscheidbarer Teilchen. Für {\displaystyle n} verschiedene Teilchensorten mit {\displaystyle N_{1},...,N_{n}} Teilchenzahlen und {\displaystyle \sum _{i=1}^{n}N_{i}=N} ist der Faktor {\displaystyle \xi =N_{1}!\,...\,N_{n}!}.
Die Konstante {\displaystyle h} tritt in diesem klassischen Ausdruck als Größe der Phasenraumzelle je Freiheitsgrad der Teilchen auf. Diese ist in der klassischen statistischen Physik zwar zunächst beliebig und wird nur aus Dimensionsgründen eingeführt, sie erwies sich aber gleich der Planck-Konstante, als die ebenfalls klassische Sackur-Tetrode-Gleichung für die Entropie des idealen Gases an experimentelle Daten angepasst werden konnte.
Die kanonische Zustandssumme {\displaystyle Z} lässt sich mit dem Phasenraumvolumen  {\displaystyle \Omega (E)} für feste Energie (mikrokanonische Zustandsdichte), ausdrücken:
{\displaystyle Z(\beta )=\int _{0}^{\infty }\mathrm {d} E\int \mathrm {d} \tau \,\delta \!\left(E-H({\vec {x}}_{1},{\vec {p}}_{1},\ldots ,{\vec {x}}_{N},{\vec {p}}_{N})\right)e^{-\beta E}=\int _{0}^{\infty }\mathrm {d} E\,\Omega (E)\,\mathrm {e} ^{-\beta E}}
Somit ist die kanonische Zustandssumme die Laplace-Transformierte der mikrokanonischen Zustandsdichte {\displaystyle \Omega (E)}. Da die Laplace-Transformation umkehrbar eindeutig ist, enthalten beide Funktionen identische Informationen.

### Eine Herleitung des Boltzmann-Faktors
Das Wärmebad (Index 2) und das interessierende System (Index 1) haben schwach-energetischen Kontakt. Sie bilden zusammen ein Gesamtsystem, das nach außen vollständig abgeschlossen ist und somit mikrokanonisch beschrieben werden muss.
Der Hamilton-Operator des Gesamtsystems ist {\displaystyle H=H_{1}+H_{2}+W}, wobei {\displaystyle H_{i}} die Hamilton-Operatoren der Teilsysteme und {\displaystyle W} der Wechselwirkungsoperator ist. Letzterer ist für die Äquilibrierung der Teilsysteme zwar erforderlich, kann unter der Annahme des schwachen Kontakts aber gegenüber {\displaystyle H_{1}} und {\displaystyle H_{2}} vernachlässigt werden: {\displaystyle W\ll H_{1},H_{2}}, d. h. die Wechselwirkungsenergie ist viel kleiner als die Energie der Einzelsysteme. Somit gilt {\displaystyle H\approx H_{1}+H_{2}} und man betrachtet zwei praktisch unabhängige Systeme. Dann setzt sich die Energie additiv {\displaystyle E=E_{1}+E_{2}} und die Dichtematrix multiplikativ zusammen {\displaystyle \rho =\rho _{1}\rho _{2}}. Die Entropie {\displaystyle S} ist wegen {\displaystyle \langle \ln \rho \rangle =\langle \ln \rho _{1}\rangle +\langle \ln \rho _{2}\rangle } auch additiv: {\displaystyle S=S_{1}+S_{2}}. Weiterhin gilt: {\displaystyle V=V_{1}+V_{2}} und {\displaystyle N=N_{1}+N_{2}}.
Die Gesamtenergie bleibt stets konstant:
{\displaystyle E_{{\text{ges}}\,}=E_{1}+E_{2}}
Die Energie {\displaystyle E_{2}=E_{\text{ges}}-E_{1}} des Wärmebads sei {\displaystyle g_{2}(E_{2})}-fach entartet, die Energie {\displaystyle E_{1}} des angekoppelten Systems sei {\displaystyle g_{1}(E_{1})}-fach entartet. Der Entartungsgrad des Gesamtsystems zur Energie {\displaystyle E_{\text{ges}}} ist
{\displaystyle g_{12}(E_{\text{ges}})=\sum _{E_{1}^{\prime }=0}^{E_{\text{ges}}}g_{1}(E_{1}^{\prime })\,g_{2}(E_{\text{ges}}-E_{1}^{\prime })}.
Im mikrokanonischen Ensemble hat jeder mögliche Basiszustand dieselbe Wahrscheinlichkeit {\displaystyle 1/g_{12}(E_{\text{ges}})}. Die Wahrscheinlichkeit {\displaystyle p_{1}(E_{1})}, dass das System 1 die Energie {\displaystyle E_{1}} besitzt, ist gleich der Wahrscheinlichkeit {\displaystyle p_{2}(E_{2})}, dass das Wärmebad die Energie {\displaystyle E_{\text{ges}}-E_{1}} hat; diese ist der Quotient aus Gesamtentartungsgrad zur Energie {\displaystyle E_{1}} des Systems 1, nämlich {\displaystyle g_{1}(E_{1})\,g_{2}(E_{\text{ges}}-E_{1})}, und des Gesamtentartungsgrads {\displaystyle g_{12}(E_{\text{ges}})}:
{\displaystyle p_{1,E}(E_{1})=p_{2}(E_{2})={\frac {g_{1}(E_{1})\,g_{2}(E_{\text{ges}}-E_{1})}{g_{12}(E_{\text{ges}})}}}
Bislang wurde nach der Wahrscheinlichkeit {\displaystyle p_{1,E}} gefragt, dass System 1 eine bestimmte Energie {\displaystyle E_{1}} hat. Die Wahrscheinlichkeit {\displaystyle p_{1,Z}}, das System 1 in einem bestimmten Basiszustand mit Energie {\displaystyle E_{1}} zu finden ist:
{\displaystyle p_{1,Z}(E_{1})={\frac {p_{1}(E_{1})}{g_{1}(E_{1})}}={\frac {g_{2}(E_{\text{ges}}-E_{1})}{g_{12}(E_{\text{ges}})}}}
{\displaystyle p_{1,Z}} ist also einfach proportional zur Zahl der Zustände von System 2 mit der passenden Energie:
{\displaystyle p_{1,Z}(E_{1})=X\;g_{2}(E_{\text{ges}}-E_{1})}
Die Proportionalitätskonstante {\displaystyle X} ergibt sich später einfach aus der Normierung aller {\displaystyle p_{Z}} auf 1.
Die fragliche Zahl der Zustände von System 2 wird durch eine Taylorentwicklung des Logarithmus angenähert:
{\displaystyle \ln[g_{2}(E_{\text{ges}}-E_{1})]\approx \ln[g_{2}(E_{\text{ges}})]-{\frac {\partial \ln(g_{2})}{\partial E_{\text{ges}}}}E_{1}=\ln[g_{2}(E_{\text{ges}})]-\beta E_{1}}.
Dabei wurde ausgenutzt, dass die Ableitung der Entropie nach der Energie die inverse Temperatur  {\displaystyle \beta } ist (siehe Mikrokanonisches Ensemble).
Einsetzen in die Gleichung für {\displaystyle p_{1,Z}} ergibt:
{\displaystyle p_{1,Z}(E_{1})=X\;g_{2}(E_{\text{ges}})\,\mathrm {e} ^{-E_{1}/k_{\text{B}}T}=X'\;\mathrm {e} ^{-E_{1}/k_{\text{B}}T}}
Als Korrektur zu obiger Entwicklung, also in der Ordnung {\displaystyle E_{1}^{2}}, tritt folgender Faktor auf:
{\displaystyle {\frac {1}{2}}{\frac {\partial ^{2}S_{2}(E_{2})}{\partial ^{2}E_{2}}}={\frac {1}{2}}{\frac {\partial T^{-1}}{\partial E_{2}}}=-{\frac {1}{2}}{\frac {1}{T^{2}}}{\frac {\partial T}{\partial E_{2}}}=-{\frac {1}{2T^{2}}}\left({\frac {\partial E_{2}}{\partial T}}\right)^{-1}=-{\frac {1}{2T^{2}C_{2}}}}
Hier ist {\displaystyle C_{2}} die Wärmekapazität des Wärmebades. Die Korrekturterme können vernachlässigt werden, denn mit zunehmender Größe des Wärmebades streben sie gegen Null. Deshalb ist es gerechtfertigt, sich auf die erste Ordnung der Entwicklung zu beschränken.
Die Normierung
{\displaystyle \sum _{\text{alle Zustände}}p_{1Z}=1}
liefert für den Normierungsfaktor einfach die inverse Zustandssumme
{\displaystyle X'=1/Z},
womit das Endergebnis lautet:
{\displaystyle p_{1Z}(E_{1})={\frac {1}{Z}}e^{-E_{1}/k_{\text{B}}T}}.
Die Größe {\displaystyle e^{-E/k_{\text{B}}T}} heißt Boltzmann-Faktor.

### Allgemeine Herleitung
Der Gleichgewichtszustand bei festgelegtem Erwartungswert(en) kann als Variationsproblem aufgefasst werden und mit der Methode der Lagrange-Multiplikatoren hergeleitet werden. Gesucht ist der Dichteoperator {\displaystyle {\boldsymbol {\rho }}}, dessen statistische Entropie {\displaystyle S({\boldsymbol {\rho }})} unter Berücksichtigung von Nebenbedingungen maximal ist:
Der Ausdruck {\displaystyle S({\boldsymbol {\rho }})/k_{\mathrm {B} }=-\operatorname {Tr} ({\boldsymbol {\rho }}\ln {\boldsymbol {\rho }})} soll mit den Nebenbedingungen {\displaystyle \operatorname {Tr} ({\boldsymbol {\rho }})=1} (Normierungsbedingung) und {\displaystyle \langle {\boldsymbol {O}}\rangle =\operatorname {Tr} ({\boldsymbol {\rho }}{\boldsymbol {O}})=O_{0}} (festgelegter Erwartungswert eines beliebigen Operators {\displaystyle {\boldsymbol {O}}}) maximiert werden. Zu maximieren ist also folgendes Funktional des Dichteoperators:
{\displaystyle L({\boldsymbol {\rho }},\lambda ,{\tilde {\lambda }})=-\operatorname {Tr} ({\boldsymbol {\rho }}\ln {\boldsymbol {\rho }})-{\tilde {\lambda }}\left(\operatorname {Tr} ({\boldsymbol {\rho }})-1\right)-\lambda \left(\operatorname {Tr} ({\boldsymbol {\rho O}})-O_{0}\right)}
Man erhält eine stationäre Lösung, wenn {\displaystyle \delta L},  die erste Variation von {\displaystyle L}, verschwindet.
{\displaystyle 0=\delta L({\boldsymbol {\rho }},\lambda ,{\tilde {\lambda }})=-\delta \operatorname {Tr} ({\boldsymbol {\rho }}\ln {\boldsymbol {\rho }})-{\tilde {\lambda }}\,\delta \operatorname {Tr} ({\boldsymbol {\rho }})-\lambda \,\delta \operatorname {Tr} ({\boldsymbol {\rho O}})=-\operatorname {Tr} \left((\ln {\boldsymbol {\rho }}+1+{\tilde {\lambda }}+\lambda {\boldsymbol {O}})\delta {\boldsymbol {\rho }}\right)}
Verwendet wurde im letzten Schritt die Relation {\displaystyle \delta \operatorname {Tr} \left(f(\rho )\right)=\operatorname {Tr} \left(f'(\rho )\,\delta \rho \right)}. Ausrechnen der Spur ergibt:
{\displaystyle 0=\sum _{m}\langle m|(\ln {\boldsymbol {\rho }}+1+{\tilde {\lambda }}+\lambda {\boldsymbol {O}})\delta {\boldsymbol {\rho }}|m\rangle =\sum _{m,n}\langle m|\ln {\boldsymbol {\rho }}+1+{\tilde {\lambda }}+\lambda {\boldsymbol {O}}|n\rangle \langle n|\delta {\boldsymbol {\rho }}|m\rangle }
wobei die {\displaystyle |m\rangle } und {\displaystyle |n\rangle } jeweils eine vollständige Orthonormalbasis bilden; die Summe über {\displaystyle m} beschreibt die Spurbildung, die Summe über {\displaystyle n} ist das Einschieben eines Einheitsoperators {\displaystyle \mathbf {1} } (Ausnutzen der Vollständigkeit).
Damit diese Gleichung für beliebige Variationen {\displaystyle \delta {\boldsymbol {\rho }}} erfüllt ist, muss jedes Glied der Doppelsumme Null sein, und das erfordert  {\displaystyle \langle m|\ln {\boldsymbol {\rho }}+1+\lambda {\boldsymbol {O}}+{\tilde {\lambda }}|n\rangle =0}. Das heißt:
{\displaystyle \ln {\boldsymbol {\rho }}+1+\lambda {\boldsymbol {O}}+{\tilde {\lambda }}=0}
Daraus ergibt sich der Dichteoperator {\displaystyle {\boldsymbol {\rho }}}.
{\displaystyle {\boldsymbol {\rho }}=\mathrm {e} ^{-1-{\tilde {\lambda }}-\lambda {\boldsymbol {O}}}={\frac {1}{\mathrm {e} ^{1+{\tilde {\lambda }}}}}e^{-\lambda {\boldsymbol {O}}}}
Da die Spur auf 1 normiert ist, folgt
{\displaystyle e^{1+{\tilde {\lambda }}}=\operatorname {Tr} \left(\mathrm {e} ^{-\lambda {\boldsymbol {O}}}\right)}
Mit dem Hamiltonoperator {\displaystyle {\boldsymbol {O}}={\boldsymbol {H}}} und {\displaystyle \lambda =\beta (=1/k_{\mathrm {B} }T)} wird der Nenner also zur Zustandssumme {\displaystyle e^{1+{\tilde {\lambda }}}=\operatorname {Tr} \left(e^{-\beta {\boldsymbol {H}}}\right)=Z}
daraus folgt der Dichteoperator für Boltzmann-Gibbs-Zustand
{\displaystyle {\boldsymbol {\rho }}={\frac {1}{Z}}e^{-\beta {\boldsymbol {H}}}}.
Aus dieser Herleitung mittels Variationsrechnung folgt nur das stationäre Verhalten der Entropie; das Vorliegen des Maximums lässt sich mit der Gibbs-Ungleichung zeigen (s. u.).
Dies Vorgehen lässt sich auf mehrere Nebenbedingungen erweitern. Ist {\displaystyle \langle {\boldsymbol {N}}\rangle =N} eine weitere Nebenbedingung, erhält man den Gleichgewichtszustand des großkanonischen Ensembles.

## Erwartungswerte
Im Folgenden werden Erwartungswerte verschiedener makroskopischer Größen gebildet. Der Hamiltonoperator ist vom Volumen und der Teilchenzahl abhängig {\displaystyle H(V,N)}, die Zustandssumme von Temperatur, Volumen und Teilchenzahl {\displaystyle Z(T,V,N)} bzw. {\displaystyle Z(\beta ,V,N)}. Die Formeln für das klassische kanonische Ensemble erhält man aus den für das quantenphysikalische angegebenen, indem man statt der Summe über die Energieeigenzustände das Integral über den Phasenraum ausführt.

### Energie
Der Energieerwartungswert kann über die Zustandssumme berechnet werden
{\displaystyle {\begin{aligned}E&=\langle {\boldsymbol {H}}\rangle =\operatorname {Tr} ({\boldsymbol {H\rho }})={\frac {1}{Z}}\operatorname {Tr} \left({\boldsymbol {H}}\mathrm {e} ^{-\beta {\boldsymbol {H}}}\right)\\&={\frac {1}{Z}}\operatorname {Tr} \left(-{\frac {\partial }{\partial \beta }}e^{-\beta {\boldsymbol {H}}}\right)=-{\frac {1}{Z}}{\frac {\partial }{\partial \beta }}\operatorname {Tr} \left(\mathrm {e} ^{-\beta {\boldsymbol {H}}}\right)=-{\frac {1}{Z}}{\frac {\partial }{\partial \beta }}Z\\&=-{\frac {\partial }{\partial \beta }}\ln Z\end{aligned}}}

### Entropie
Die statistische Entropie lässt sich nun durch die Zustandssumme ausdrücken
{\displaystyle {\begin{aligned}S&=-k_{\mathrm {B} }\langle \ln {\boldsymbol {\rho }}\rangle =-k_{\mathrm {B} }\operatorname {Tr} ({\boldsymbol {\rho }}\ln {\boldsymbol {\rho }})\\&=-k_{\mathrm {B} }\left\langle \ln \left({\frac {1}{Z}}e^{-\beta {\boldsymbol {H}}}\right)\right\rangle =-k_{\mathrm {B} }\langle -\ln(Z)-\beta {\boldsymbol {H}}\rangle =k_{\mathrm {B} }\ln Z+k_{\mathrm {B} }\beta \langle {\boldsymbol {H}}\rangle \\&=k_{\mathrm {B} }\ln Z-k_{\mathrm {B} }\beta {\frac {\partial }{\partial \beta }}\ln Z\\&=k_{\mathrm {B} }\ln Z+k_{\mathrm {B} }T{\frac {\partial }{\partial T}}\ln Z=k_{\mathrm {B} }{\frac {\partial }{\partial T}}(T\ln Z)\end{aligned}}}

### Druck
Der Druckerwartungswert ist gleich:
{\displaystyle {\begin{aligned}p&=-\left\langle {\frac {\partial {\boldsymbol {H}}}{\partial V}}\right\rangle =-\operatorname {Tr} \left({\frac {\partial {\boldsymbol {H}}}{\partial V}}{\boldsymbol {\rho }}\right)=-{\frac {1}{Z}}\operatorname {Tr} \left({\frac {\partial {\boldsymbol {H}}}{\partial V}}e^{-\beta {\boldsymbol {H}}}\right)\\&=-{\frac {1}{Z}}\operatorname {Tr} \left({\frac {1}{-\beta }}{\frac {\partial }{\partial V}}e^{-\beta {\boldsymbol {H}}}\right)={\frac {1}{Z}}{\frac {1}{\beta }}{\frac {\partial }{\partial V}}\underbrace {\operatorname {Tr} \left(e^{-\beta {\boldsymbol {H}}}\right)} _{Z}={\frac {1}{\beta }}{\frac {\frac {\partial Z}{\partial V}}{Z}}\\&={\frac {1}{\beta }}{\frac {\partial }{\partial V}}\ln Z\end{aligned}}}

### Chemisches Potential
Für große Systeme lässt sich auch das chemische Potential berechnen (die Teilchenzahl {\displaystyle N} ist eine diskrete Größe; erst im thermodynamischen Limes lässt sich {\displaystyle N} quasi-kontinuierlich behandeln und Ableitungen nach {\displaystyle N} sind möglich):
{\displaystyle {\begin{aligned}\mu &=\left\langle {\frac {\partial {\boldsymbol {H}}}{\partial N}}\right\rangle =\operatorname {Tr} \left({\frac {\partial {\boldsymbol {H}}}{\partial N}}{\boldsymbol {\rho }}\right)={\frac {1}{Z}}\operatorname {Tr} \left({\frac {\partial {\boldsymbol {H}}}{\partial N}}e^{-\beta {\boldsymbol {H}}}\right)\\&={\frac {1}{Z}}\operatorname {Tr} \left({\frac {1}{-\beta }}{\frac {\partial }{\partial N}}e^{-\beta {\boldsymbol {H}}}\right)=-{\frac {1}{Z}}{\frac {1}{\beta }}{\frac {\partial }{\partial N}}\underbrace {\operatorname {Tr} \left(e^{-\beta {\boldsymbol {H}}}\right)} _{Z}=-{\frac {1}{\beta }}{\frac {\frac {\partial Z}{\partial N}}{Z}}\\&=-{\frac {1}{\beta }}{\frac {\partial }{\partial N}}\ln Z\end{aligned}}}

## Freie Energie

### Freie Energie für Gleichgewichtszustände
Offensichtlich spielt bei der Berechnung von Erwartungswerten der Logarithmus der Zustandssumme eine wichtige Rolle. Deswegen definiert man die Freie Energie:
{\displaystyle F(\beta ,V,N):=-{\frac {1}{\beta }}\ln Z_{k}=E_{k}-{\frac {1}{k_{\mathrm {B} }\beta }}S_{k}}
Bzw. unter Verwendung der Temperatur {\displaystyle T} statt des Parameters {\displaystyle \beta }:
{\displaystyle F(T,V,N):=-k_{\mathrm {B} }T\,\ln Z_{k}=E_{k}-T\,S_{k}}

### Freie Energie als thermodynamisches Potential
Die freie Energie ist das thermodynamische Potential des kanonischen Zustands. Obige Erwartungswerte lassen sich nun kompakt als Gradient des Potentials schreiben:
{\displaystyle {\begin{pmatrix}-S_{k}\\-p_{k}\\\mu _{k}\end{pmatrix}}={\begin{pmatrix}\partial _{T}\\\partial _{V}\\\partial _{N}\end{pmatrix}}F(T,V,N)}
Das totale Differential der freien Energie lautet somit:
{\displaystyle \mathrm {d} F=-S\,\mathrm {d} T-p\,\mathrm {d} V+\mu \,\mathrm {d} N}

### Allgemeine Definition der freien Energie
Auch für Nicht-Gleichgewichtszustände lässt sich die freie Energie definieren, und zwar als Funktional des Dichteoperators über
{\displaystyle F[{\boldsymbol {\rho }}]=\operatorname {Tr} \!\left\{{\boldsymbol {\rho }}\left({\boldsymbol {H}}+\beta ^{-1}\ln {\boldsymbol {\rho }}\right)\right\}}
bzw. umgeformt
{\displaystyle F[{\boldsymbol {\rho }}]=\operatorname {Tr} \!\left\{{\boldsymbol {\rho }}{\boldsymbol {H}}\right\}+k_{\mathrm {B} }T\,\operatorname {Tr} \!\left\{{\boldsymbol {\rho }}\ln {\boldsymbol {\rho }}\right\}=E[{\boldsymbol {\rho }}]-T\,S[{\boldsymbol {\rho }}]}
Im Gleichgewicht mit {\displaystyle {\boldsymbol {\rho }}_{k}=Z^{-1}e^{-\beta {\boldsymbol {H}}}} bzw. {\displaystyle \ln {\boldsymbol {\rho }}_{k}=-\ln Z-\beta {\boldsymbol {H}}} erhält man obige Gleichgewichts-Definition der freien Energie:
{\displaystyle F[{\boldsymbol {\rho }}_{k}]=\operatorname {Tr} \!\left\{{\boldsymbol {\rho }}\left({\boldsymbol {H}}-{\boldsymbol {H}}-\beta ^{-1}\ln Z\right)\right\}=-\beta ^{-1}\ln Z\,\operatorname {Tr} \!\left\{{\boldsymbol {\rho }}\right\}=-\beta ^{-1}\ln Z}

## Zustand mit extremalen Eigenschaften

### Maximum der Entropie
Es sei {\displaystyle {\boldsymbol {\rho }}=Z^{-1}e^{-\beta {\boldsymbol {H}}}} der Dichteoperator des Gleichgewichtszustands und {\displaystyle {\boldsymbol {\rho '}}} ein anderer Dichteoperator, der nicht notwendig einen Gleichgewichtszustand darstellt, aber denselben Energieerwartungswert {\displaystyle E} liefert:
{\displaystyle E=\operatorname {Tr} ({\boldsymbol {\rho }}{\boldsymbol {H}})=\operatorname {Tr} ({\boldsymbol {\rho }}'{\boldsymbol {H}})}.
Es lässt sich zeigen, dass {\displaystyle {\boldsymbol {\rho }}'} keine größere Entropie {\displaystyle S} haben kann als {\displaystyle {\boldsymbol {\rho }}}.
Nach der Gibbs-Ungleichung für beliebige zwei Operatoren mit Spur 1 gilt:
{\displaystyle -\operatorname {Tr} \!\left[{\boldsymbol {\rho }}'\ln {\boldsymbol {\rho }}'\right]\leq -\operatorname {Tr} \!\left[{\boldsymbol {\rho }}'\ln {\boldsymbol {\rho }}\right]}
Die linke Seite ist
{\displaystyle -\operatorname {Tr} \!\left[{\boldsymbol {\rho }}'\ln {\boldsymbol {\rho }}'\right]={\frac {1}{k_{\mathrm {B} }T}}S[{\boldsymbol {\rho }}']}.
Die rechte Seite lässt sich ausrechnen:
{\displaystyle -\operatorname {Tr} \!\left[{\boldsymbol {\rho }}'\ln {\boldsymbol {\rho }}\right]=-\operatorname {Tr} \!\left[{\boldsymbol {\rho }}'\cdot (\ln Z+\beta {\boldsymbol {H}})\right]=-\underbrace {\ln Z} _{-\beta F}\,\underbrace {\operatorname {Tr} \!\left[{\boldsymbol {\rho }}'\right]} _{1}+\beta \,\underbrace {\operatorname {Tr} \!\left[{\boldsymbol {\rho }}'{\boldsymbol {H}}\right]} _{E}=-\beta (-F+E)={\frac {1}{k_{\mathrm {B} }T}}S[{\boldsymbol {\rho }}]}
Mit der Gibbs-Ungleichung folgt:
{\displaystyle S[{\boldsymbol {\rho }}]\leq S[{\boldsymbol {\rho }}_{0}]}
Das kanonische Ensemble besitzt folglich unter allen Ensembles mit gleicher mittlerer Energie und festem Volumen und Teilchenzahl die maximale Entropie.

### Minimum der freien Energie
Hier wird die allgemeine Definition der freien Energie {\displaystyle F[{\boldsymbol {\rho }}]=E[{\boldsymbol {\rho }}]-T\,S[{\boldsymbol {\rho }}]} verwendet.
Für einen Zustand {\displaystyle {\boldsymbol {\rho }}\neq {\boldsymbol {\rho }}_{k}}, der nicht dem Gleichgewichtszustand {\displaystyle {\boldsymbol {\rho }}_{k}} entspricht, aber denselben Energieerwartungswert liefert {\displaystyle E[{\boldsymbol {\rho }}]=E[{\boldsymbol {\rho }}_{k}]}, gilt:
{\displaystyle F[{\boldsymbol {\rho }}]-F[{\boldsymbol {\rho }}_{k}]=\left(E[{\boldsymbol {\rho }}]-T\,S[{\boldsymbol {\rho }}]\right)-\left(E[{\boldsymbol {\rho }}_{k}]-T\,S[{\boldsymbol {\rho }}_{k}]\right)=T\left(S[{\boldsymbol {\rho }}_{k}]-\,S[{\boldsymbol {\rho }}]\right)>0}
d. h. die freie Energie ist im Gleichgewicht minimal.

## Fluktuationen

### Schwankung der Energie
Da im kanonischen Ensemble nicht die Energie, sondern nur der Energieerwartungswert festgelegt ist, sind gewisse Fluktuationen möglich. Im Folgenden wird das Quadrat der Schwankungsbreite {\displaystyle \Delta E} der Energie um ihren Erwartungswert {\displaystyle E} berechnet:
{\displaystyle {\begin{aligned}\left(\Delta E\right)^{2}&=\left\langle \left({\boldsymbol {H}}-\langle {\boldsymbol {H}}\rangle \right)^{2}\right\rangle =\langle {\boldsymbol {H}}^{2}\rangle -\langle {\boldsymbol {H}}\rangle ^{2}={\frac {1}{Z}}\operatorname {Tr} \left({\boldsymbol {H}}^{2}e^{-\beta {\boldsymbol {H}}}\right)-\left[{\frac {1}{Z}}\operatorname {Tr} \left({\boldsymbol {H}}e^{-\beta {\boldsymbol {H}}}\right)\right]^{2}\\&={\frac {1}{Z}}{\frac {\partial ^{2}}{\partial \beta ^{2}}}Z-{\frac {1}{Z^{2}}}\left({\frac {\partial }{\partial \beta }}Z\right)^{2}={\frac {\partial }{\partial \beta }}\left({\frac {1}{Z}}{\frac {\partial }{\partial \beta }}Z\right)={\frac {\partial ^{2}\ln Z}{\partial \beta ^{2}}}\end{aligned}}}
Die erste Ableitung von {\displaystyle \ln Z} nach {\displaystyle -\beta } lässt sich mit dem Energieerwartungswert identifizieren:
{\displaystyle \left(\Delta E\right)^{2}=-{\frac {\partial E}{\partial \beta }}=k_{\mathrm {B} }T^{2}{\frac {\partial E}{\partial T}}=k_{\mathrm {B} }T^{2}C_{V}}
Dabei wurde im letzten Schritt die Wärmekapazität {\displaystyle C_{V}={\tfrac {\partial E}{\partial T}}|_{V,N}} eingeführt. Der Response der Energie auf eine Temperaturerhöhung ist korreliert mit den spontanen Fluktuationen der Energie (siehe Fluktuations-Dissipations-Theorem).
Die Wärmekapazität ist stets positiv, da die Standardabweichung nicht-negativ ist: {\displaystyle \left(\Delta E\right)^{2}>0}.
Außerdem lässt sich mittels {\displaystyle \ln Z=-\beta F} die Energiefluktuation mit der zweiten Ableitung der freien Energie nach der Temperatur in Verbindung bringen:
{\displaystyle \left(\Delta E\right)^{2}={\frac {\partial ^{2}\ln Z}{\partial \beta ^{2}}}=-{\frac {\partial ^{2}(\beta F)}{\partial \beta ^{2}}}=-k_{\mathrm {B} }T^{3}{\frac {\partial ^{2}F}{\partial T^{2}}}\quad \implies \quad C_{V}=-T{\frac {\partial ^{2}F}{\partial T^{2}}}}

### Äquivalenz der Ensembles im thermodynamischen Limes
Die Wärmekapazität und somit das Schwankungsquadrat ist eine extensive Größe, also von der Ordnung {\displaystyle N}. Ebenso ist der Energieerwartungswert von der Ordnung {\displaystyle N}. Der Quotient aus Schwankungsbreite und Mittelwert ist von der Ordnung {\displaystyle N^{-1/2}}:
{\displaystyle {\frac {\Delta E_{k}}{E_{k}}}\sim {\mathcal {O}}\!\left({\frac {\sqrt {N}}{N}}\right)={\mathcal {O}}\!\left({\frac {1}{\sqrt {N}}}\right)}
Für thermodynamische Systeme mit {\displaystyle N\sim 10^{22}} Teilchen ist der Quotient sehr klein (von der Ordnung {\displaystyle 10^{-11}}) und somit die Energieverteilung sehr scharf um den Mittelwert {\displaystyle E_{k}} konzentriert (siehe Gesetz der großen Zahlen). Im Grenzfall großer Teilchenzahlen werden Energiemittelwert {\displaystyle E_{k}} und der Energiewert mit der höchsten Wahrscheinlichkeit {\displaystyle E^{*}} identisch.
Die Wahrscheinlichkeitsdichte der Energie (nicht eines bestimmten Zustandes zu gegebener Energie) ist gegeben durch {\displaystyle Z^{-1}\,\Omega (E)\,\mathrm {e} ^{-\beta E}}, wobei {\displaystyle \Omega (E)} die mikrokanonische Zustandssumme ist. Während der Boltzmann-Faktor {\displaystyle e^{-\beta E}} monoton mit der Energie abnimmt, steigt die mikrokanonische Zustandsdichte {\displaystyle \Omega (E)} monoton mit der Energie {\displaystyle E} an (z. B. {\displaystyle \Omega (E)\propto E^{(3N/2-1)}} für das klassische ideale Gas), sodass das Produkt ein Maximum besitzt. Der Energiewert {\displaystyle E^{*}} mit der größten Wahrscheinlichkeit ist gegeben durch
{\displaystyle 0=\left.{\frac {\partial }{\partial E}}\left\{\Omega (E)\,e^{-\beta E}\right\}\right|_{E=E^{*}}=\left.{\frac {\partial \Omega (E)}{\partial E}}\right|_{E=E^{*}}\mathrm {e} ^{-\beta E^{*}}-\beta \Omega (E^{*})e^{-\beta E^{*}}}
Daraus folgt:
{\displaystyle \beta ={\frac {1}{\Omega (E)}}\left.{\frac {\partial \Omega (E)}{\partial E}}\right|_{E=E^{*}}=\left.{\frac {\partial \ln \Omega (E)}{\partial E}}\right|_{E=E^{*}}=\left.{\frac {\partial \ln \Omega (E)}{\partial E}}\right|_{E=U}}
Im letzten Schritt wurde dabei die mikrokanonische Definition der inversen Temperatur {\displaystyle 1/T=k_{\mathrm {B} }\beta } nämlich als partielle Ableitung der mikrokanonischen Entropie {\displaystyle S_{m}=k_{\mathrm {B} }\ln \Omega (U)} nach der inneren Energie {\displaystyle U} identifiziert. Somit gilt
{\displaystyle E^{*}=U}
also entspricht der wahrscheinlichste Wert der Energie dem Energiewert des mikrokanonischen Ensembles.
Entwickelt man die logarithmierte Wahrscheinlichkeitsdichte der Energie in eine Potenzreihe um {\displaystyle E^{*}} so erhält man:
{\displaystyle {\begin{aligned}\Omega (E)\,\mathrm {e} ^{-\beta E}&=e^{S_{m}/k_{\mathrm {B} }-\beta E}=e^{-\beta (E-TS_{m})}=\exp \!\left\{-\beta (E^{*}-TS_{m}^{*})-\beta {\frac {(E-E^{*})^{2}}{2TC_{V}}}+{\mathcal {O}}\!\left((E-E^{*})^{3}\right)\right\}\\&\approx \Omega (E^{*})\,e^{-\beta E^{*}}e^{-(E-E^{*})^{2}/(2k_{\mathrm {B} }T^{2}C_{V})}\end{aligned}}}
Dies ist eine Gaußverteilung mit der Breite {\displaystyle {\sqrt {k_{\mathrm {B} }T^{2}C_{V}}}}. Die relative Breite {\displaystyle {\sqrt {k_{\mathrm {B} }T^{2}C_{V}}}/E^{*}} ist von der Ordnung {\displaystyle N^{-1/2}} und geht für {\displaystyle N\to \infty } gegen Null, d. h. die Verteilung wird eine Delta-Funktion. Im Grenzfall großer Teilchenzahlen werden mikrokanonisches und kanonisches Ensemble identisch, wobei {\displaystyle E^{*}=U=E_{k}} gilt, also die mikronanonische innere Energie {\displaystyle U} gleich dem kanonischen Energieerwartungswert {\displaystyle E_{k}} ist (z. B. {\displaystyle E^{*}=(3N/2-1)\beta ^{-1}} und {\displaystyle E_{k}=(3N/2)\beta ^{-1}} für das klassische ideale Gas). Beide Ensembles umfassen dann praktisch dieselben Bereiche im Phasenraum (bzw. Zustände im Hilbertraum).
Die genäherte Wahrscheinlichkeitsdichte wird nun zur Berechnung der kanonischen Zustandssumme verwendet:
{\displaystyle Z=e^{-\beta F}=\int _{0}^{\infty }\mathrm {d} E\,\Omega (E)\,e^{-\beta E}\approx e^{-\beta (E^{*}-TS_{m}^{*})}\int _{-\infty }^{\infty }\mathrm {d} E\,e^{-(E-E^{*})^{2}/2k_{\mathrm {B} }T^{2}C_{V}}=e^{-\beta (E^{*}-TS_{m}^{*})}{\sqrt {2\pi k_{\mathrm {B} }T^{2}C_{V}}}}
Daraus lässt sich die freie Energie bestimmen:
{\displaystyle F=(E^{*}-TS_{m}^{*})-{\frac {k_{\mathrm {B} }T}{2}}\ln(2\pi k_{\mathrm {B} }T^{2}C_{V})\approx E^{*}-TS_{m}^{*}}
Der letzte Term kann im thermodynamischen Limes vernachlässigt werden, da dieser {\displaystyle {\mathcal {O}}(\ln N)} ist, während die anderen {\displaystyle {\mathcal {O}}(N)} sind. Somit wurde die zum kanonischen Ensemble gehörige freie Energie auf Größen des mikrokanonischen Ensembles {\displaystyle E^{*}} und {\displaystyle S_{m}^{*}} zurückgeführt.

### Schwankung von Entropie, Druck und chemischem Potential
Die Schwankungsbreite der Entropie lässt sich auf die Schwankungsbreite der Energie zurückführen und somit mit der Wärmekapazität in Verbindung bringen:
{\displaystyle {\begin{aligned}(\Delta S_{k})^{2}&=\langle (-k_{\mathrm {B} }\ln {\boldsymbol {\rho }})^{2}\rangle -k_{\mathrm {B} }^{2}\langle -k_{\mathrm {B} }\ln {\boldsymbol {\rho }}\rangle ^{2}=k_{\mathrm {B} }^{2}\langle [\ln(Z)+\beta {\boldsymbol {H}}]^{2}\rangle -k_{\mathrm {B} }^{2}\langle \ln(Z)+\beta {\boldsymbol {H}}\rangle ^{2}\\&=k_{\mathrm {B} }^{2}\beta ^{2}\left[\langle {\boldsymbol {H}}^{2}\rangle -\langle {\boldsymbol {H}}\rangle ^{2}\right]={\frac {1}{T^{2}}}(\Delta E_{k})^{2}=k_{\mathrm {B} }C_{V}\end{aligned}}}
Für die quadratische Schwankungsbreite des Drucks ergibt sich:
{\displaystyle {\begin{aligned}(\Delta p_{k})^{2}&=\left\langle \left(-{\frac {\partial {\boldsymbol {H}}}{\partial V}}\right)^{2}\right\rangle -\left\langle -{\frac {\partial {\boldsymbol {H}}}{\partial V}}\right\rangle ^{2}={\frac {1}{\beta ^{2}}}{\frac {\partial ^{2}\ln Z}{\partial V^{2}}}+{\frac {1}{\beta }}\left\langle {\frac {\partial ^{2}{\boldsymbol {H}}}{\partial V^{2}}}\right\rangle \\&=-{\frac {1}{\beta }}{\frac {\partial ^{2}F}{\partial V^{2}}}+{\frac {1}{\beta }}\left\langle {\frac {\partial ^{2}{\boldsymbol {H}}}{\partial V^{2}}}\right\rangle ={\frac {1}{\beta }}{\frac {\partial p_{k}}{\partial V}}+{\frac {1}{\beta }}\left\langle {\frac {\partial ^{2}{\boldsymbol {H}}}{\partial V^{2}}}\right\rangle =-{\frac {1}{\beta }}{\frac {1}{V\kappa _{T}}}+{\frac {1}{\beta }}\left\langle {\frac {\partial ^{2}{\boldsymbol {H}}}{\partial V^{2}}}\right\rangle \end{aligned}}}
und für das chemische Potential:
{\displaystyle {\begin{aligned}(\Delta \mu _{k})^{2}&=\left\langle \left({\frac {\partial {\boldsymbol {H}}}{\partial N}}\right)^{2}\right\rangle -\left\langle {\frac {\partial {\boldsymbol {H}}}{\partial N}}\right\rangle ^{2}={\frac {1}{\beta ^{2}}}{\frac {\partial ^{2}\ln Z}{\partial N^{2}}}+{\frac {1}{\beta }}\left\langle {\frac {\partial ^{2}{\boldsymbol {H}}}{\partial N^{2}}}\right\rangle \\&=-{\frac {1}{\beta }}{\frac {\partial ^{2}F}{\partial N^{2}}}+{\frac {1}{\beta }}\left\langle {\frac {\partial ^{2}{\boldsymbol {H}}}{\partial N^{2}}}\right\rangle =-{\frac {1}{\beta }}{\frac {\partial \mu _{k}}{\partial N}}+{\frac {1}{\beta }}\left\langle {\frac {\partial ^{2}{\boldsymbol {H}}}{\partial N^{2}}}\right\rangle =-{\frac {1}{\beta }}{\frac {V}{N^{2}\kappa _{T}}}+{\frac {1}{\beta }}\left\langle {\frac {\partial ^{2}{\boldsymbol {H}}}{\partial N^{2}}}\right\rangle \end{aligned}}}
Aus der Positivität der Varianz und der isothermen Kompressibilität folgt: {\displaystyle \langle {\tfrac {\partial ^{2}{\boldsymbol {H}}}{\partial V^{2}}}\rangle >-{\tfrac {\partial p_{k}}{\partial V}}={\tfrac {1}{V\kappa _{T}}}>0} und {\displaystyle \langle {\tfrac {\partial ^{2}{\boldsymbol {H}}}{\partial N^{2}}}\rangle >{\tfrac {\partial \mu _{k}}{\partial N}}={\tfrac {V}{N^{2}\kappa _{T}}}>0}